# Theodoros Papaloukas
Theódoros "Theo" Papaloukás (Grčki: Θεόδωρος "Θοδωρής" Παπαλουκάς; Atena, 8. svibnja 1977.) je grčki profesionalni košarkaš. Trenutačno je član grčkog prvoligaša i euroligaša Olympiakosa. Uvršten je među 50 osoba koje su najviše pridonijele Euroligi. 

## Profil
Papaloukas je visok 2,00 m i sa svojom visinom može igrati poziciju razigravača, bek šutera ili krilnog centra. On je prvi europski razigravač koji je imao svoj karakterističan stil igranja. Njegova visina, odlična igra "jedan na jedan" i kombinacija šuta i asistencija čini ga jednim od najboljim europskih košarkaša. Euroligaški je rekorder po broju ukradenih lopti i broju asistencija. Izabran je među 35 najvećih euroligaških košarkaša koji su dali svoj doprinos u košarci. 

## Karijera
Papaloukas je karijeru započeo kao junior lokalnog atenskog kluba Ethnikos Ellinoroson. Igrao je za još jedan mali atenski klub Ampelokipoi, u kojem je 1995. započeo profesionalnu karijeru. 1997. odlazi u grčkog drugoligaša Dafni, iz kojeg 1999. prelazi u redove Panioniosa. U Panionisu je ostao dvije sezone, a 2001. prelazi u grčkog diva i euroligaša Olympiakosa. 
S Dafnijem je 1999. osvojio naslov 2. grčke lige, a on je izabran za MVP prvenstva. Dok je 2001. igrao za Olympiakos, prevodio je grčku ligu po broju asistencija. Nakon što je 2002. Olympiakos odigrao sramotnu sezonu, a on se uklopio u "sivilo" momčadi. Odlazi iz Grčke i prelazi u redove ruskog euroligaša CSKA iz Moskve. 
U redovima CSKA je proveo 5 sezona, a najveće postignuće mu je bilo osvajanje Eurolige 2005./2006., kada je predvodio svoju momčad do naslova prvaka, a on je izabran za MVP Final Foura i na kraju izabran u najbolju petorku prvenstva.  2007. izabran je za MVP regularnog dijela prvenstva, a predvodio je svoju momčad do finala Eurolige, u kojem je CSKA izgubio od Panathinaikosa 93:91. U finalu je postigao 23 poena i "podijelio" 8 asistencija. Papaloukas je isto bio ključ momčadi CSKA koja je osvojila naslov Eurolige 2007./08.
20. lipnja 2008. raskinuo je ugovor s CSKA i potpisao trogodišnji ugovor sa svojom bivšom momčadi Olympiakosom. Ugovor mu istječe u sezoni 2010./2011., a godišnje će zarađivati 3.5 milijuna €. 

## Euroligaška statistika
| Sezona    | Liga     | Klub        | Od. uta. | Min. | Poena | Skok. | Asist. | Ukr. lop. | Blok. |
| --------- | -------- | ----------- | -------- | ---- | ----- | ----- | ------ | --------- | ----- |
| 2001./02. | Euroliga | Olympiakos  | 19       | 27.0 | 8.4   | 2.9   | 4.0    | 2.0       | 0.2   |
| 2002./03. | Euroliga | CSKA Moskva | 21       | 16.5 | 4.7   | 2.0   | 3.4    | 1.1       | 0.0   |
| 2003./04. | Euroliga | CSKA Moskva | 21       | 17.4 | 6.3   | 1.7   | 2.7    | 1.5       | 0.1   |
| 2004./05. | Euroliga | CSKA Moskva | 23       | 18.5 | 7.6   | 2.3   | 3.8    | 1.3       | 0.1   |
| 2005./06. | Euroliga | CSKA Moskva | 24       | 22.8 | 9.3   | 3.1   | 4.0    | 1.8       | 0.3   |
| 2006./07. | Euroliga | CSKA Moskva | 25       | 24.4 | 9.8   | 3.2   | 5.4    | 1.7       | 0.2   |
| 2007./08. | Euroliga | CSKA Moskva | 23       | 21.8 | 7.7   | 2.7   | 4.6    | 1.2       | 0.0   |

## Vanjske poveznice
- Službena stranica  Arhivirana inačica izvorne stranice od 3. kolovoza 2020. (Wayback Machine) (grč.)/(engl.)
- Profil na Euroleague.net
- Profil na CSKA Moskva
- Profil na Interbasket.net
- Profil  Arhivirana inačica izvorne stranice od 14. veljače 2012. (Wayback Machine) na DraftExpress.com